# Ritter Hank, der Schrecken der Tafelrunde
Ritter Hank, der Schrecken der Tafelrunde (Alternativtitel: Ein Yankee aus Connecticut an König Arthurs Hof, Originaltitel: A Connecticut Yankee in King Arthur’s Court) ist eine US-amerikanische Filmkomödie aus dem Jahr 1949. Es ist eine Literaturverfilmung des Romans Ein Yankee am Hofe des Königs Artus von Mark Twain.

## Handlung
Im Jahr 1905 besucht der Schmied Hank Martin das Pendragon Castle und wird während der Touristentour gebeten, von Lord Pendragon empfangen zu werden. Diesem erzählt er, dass er sich an Lady Alisande La Carteloise erinnert, ohne zu wissen, warum. Er könne es sich nur so erklären, dass er ihm seine Geschichte erzähle.
Es war eine gewittrige Nacht, in der Hank vom Pferd fiel, sich den Kopf stieß und plötzlich im Jahr 528 erwachte. Sir Clarence Sagramore bedrohte ihn mit seinem Messer und seiner Lanze, sodass er sich gefangen nehmen und König Artus als Monster vorführen lässt. Da Sagramore die Gefangennahme als großen blutrünstigen Kampf erzählt, sind alle verängstigt und verlangen die Hinrichtung Hanks am nächsten Morgen. Zwar entschuldigt sich Sagramore bei Hank in dessen Kerker, aber ohne einen Trick wird Hank seinem Todesurteil nicht entkommen können. Da fällt ihm eine Linse auf, mit der er Licht fokussieren und Feuer erzeugen kann. Das nutzt er am nächsten Morgen, um Artus und Merlin davon zu überzeugen, dass er ein Zauberer sei. Hank wird freigelassen, neu eingekleidet und darf am abendlichen Tanz am Hof teilnehmen. Er erfährt, dass einige Hofmitglieder, darunter Artus Nichte Morgan Le Fay und Merlin, versuchen Artus zu stürzen. Beim Tanz verguckt er sich in Alisande und kommt ihr näher.
Sie besucht Hank später in dessen neuer Schmiede und beichtet ihm, dass sie längst Lancelot versprochen sei, weswegen sie für ihre Gefühle zu ihm Gewissensbisse hätte. Aber Hank ist sich sicher und küsst sie. Kurze Zeit später sucht Lancelot ihn und fordert ihn zu einem Duell in einem Turnier heraus. Da Hank allerdings nicht kämpfen kann, muss er sich mit einigen gewagten Manövern und mit Hilfe eines Lassos schlagen, wobei er nicht nur Lancelot besiegt, sondern auch das Publikum belustigt. Das ist Grund genug für Alisande, in Hank einen unehrenhaften Schwächling zu sehen, der aus Lancelot einen Idioten gemacht hat. Hank ist darüber verwundert und zieht sich in seine Schmiede zurück, wo er eine Pistole baut. Dabei wird er von einer jungen Dame angesprochen, die ihn bittet, seine Zauberei zu nutzen, um die Kranken zu heilen. Er selbst kann niemandem helfen, glaubt aber, dass Artus nicht weiß, wie schlecht es dem Volk unter seiner Führung geht und dass man ihn das wissen lassen müsste.
Hank sucht Artus auf, um ihn davon zu überzeugen, inkognito durchs Land zu reisen, um selbst zu sehen, wie schlecht es den Leuten geht. Gemeinsam mit Sagramore erleben sie, wie sie mangels Respekts ausgepeitscht und von Sklavenjägern gefangen genommen werden. Bei der anschließenden öffentlichen Auktion werden alle drei von Merlin gekauft, um sie, wie er sagt, später in seinen Minen bis zum Tode arbeiten zu lassen. Bei der anschließenden Flucht werden Hank und Artus gefasst, sodass sie am nächsten Morgen, dem 21. Juni 528 gegen 12 Uhr mittags, zum Schafott geführt werden. Dank seines Buches aus der Zukunft weiß Hank allerdings, dass von 12:01 bis 12:05 Uhr eine Sonnenfinsternis stattfinden wird. Er gibt sich erneut als Zauberer aus, der die Sonne so lange verschwinden lassen wird, bis sie selbst freikommen. Während dieser vier Minuten sind die Leute so geschockt, dass sie öffentlich seine Freilassung fordern. Artus und Hank werden freigelassen. Hank reitet zu Merlins Burg ans Meer, wo Alisande gefangen gehalten wird. Er duelliert sich mit einem Ritter, erschießt diesen mit seiner Pistole, fällt und wacht wieder in Connecticut auf.
Diese Geschichte erzählt Hank Lord Pendragon und wünscht sich, er wäre noch bei Alisande. Auf den Rat Pendragons geht Hank zum Balkon und trifft hier eine Alisande zum Verwechseln ähnliche Frau an, in die er sich verguckt.

## Kritik
„Fantasie- und geistvoll inszenierte Mark-Twain-Verfilmung, die zugleich eine Parodie des mittelalterlichen höfischen Lebens und eine Satire auf die gesellschaftlichen Konventionen Amerikas ist. Amüsante Unterhaltung, überzeugend gespielt und durch die Farbdramaturgie von zusätzlichem Interesse.“

„‚stümperhafte‘ (Hardy, SCIENCE FICTION) Musical-Verfilmung mit Bing Crosby.“

## Veröffentlichung
Der Film hatte seine Weltpremiere am 7. April 1949 in New York City. In Deutschland wurde er zum ersten Mal am 12. Mai 1988 im Bayerischen Rundfunk gezeigt.